# Coussarea friburgensis
Coussarea friburgensis är en måreväxtart som beskrevs av M.Gomes. Coussarea friburgensis ingår i släktet Coussarea och familjen måreväxter. Inga underarter finns listade i Catalogue of Life.